# دوا کسل
دوا کسل (زادۀ سپتامبر ۲۰۰۴) مدل، بازیگر و شخصیت رسانه‌ای فرانسوی-ایتالیایی است. او سفیر برند کارتیه و دیور است.
کسل در بسیاری از آگهی‌های عطر دولچه گابانا ظاهر شده است و همچنین در فشن شوهای زنانه «آلتا مودا» در سال‌های ۲۰۲۱ و ۲۰۲۲ حضور داشته است.

## اوایل زندگی
دوا کسل در ۱۲سپتامبر ۲۰۰۴ در رم ایتالیا به دنیا آمد اما در پاریس و ریودوژانیرو بزرگ شد. پدر و مادر او مدل و بازیگر برجسته ایتالیایی مونیکا بلوچی و بازیگر فرانسوی ونسان کسل هستند. دیوا چند زبانه است. او می تواند به پنج زبان، به ویژه فرانسوی و ایتالیایی صحبت کند. او دو خواهر کوچک‌تر به نام های لئونی ( b. ۲۰۱۰) و یک خواهر ناتنی به نام آمازونی ( b. ۲۰۱۹) از ازدواج دوم پدرش دارد.

## حرفه

### مدل
کسل اولین حضور خود را در فشن شو دولچه گابانا در سال ۲۰۲۱ انجام داد. او همچنین به همراه مادرش مونیکا بلوچی در جلد مجله Vogue Italia برای شماره ژوئیه ۲۰۲۱ حضور داشت. در سال ۲۰۲۰، او بخشی از کمپین عطر شاین دولچه گابانا بود. دو سال بعد او را در کمپین‌های بیشتر عطرهای دولچه گابانا شرکت کرد، Dolce Rose و Dolce Lily و در سال ۲۰۲۲ او بخشی از کمپین زیبایی بود. در سال ۲۰۲۳، او در کمپین تبلیغاتی و زیبایی عطر Dolce Violet بازی کرد. در سال ۲۰۲۴، او در کمپین ظاهر زیبایی دیور ظاهر شد.
او هنگام آماده شدن برای نمایش دیور در هفته مد پاریس در ویدیویی برای Vogue France ظاهر شد. او همچنین در ویدیوهای مجله ال (مجله) و هارپرز بازار ظاهر شده‌است.

### بازیگری
کسل اولین بازیگری خود را در فیلم مستقل سال ۲۰۲۳ The Beautiful Summer انجام داد و در نقش آنجلیکا سدارا در سریال پلنگ نتفلیکس ظاهر خواهد شد.

## زندگی شخصی
او در حال حاضر است در رابطه با بازیگر ایتالیایی سائول نانی که در هنگام فیلم‌برداری پلنگ با او آشنا شد.